# Иосиф (Поп)
Митрополи́т Ио́сиф (рум. Mitropolitul Iosif, в миру Илие Поп, рум. Ilie Pop; род. 19 февраля 1966, Вишеу-де-Жос, Марамуреш, Румыния) — епископ Румынской православной церкви и член её Священного синода, управляющий Румынской православной митрополией Западной и Южной Европы, митрополит Западной и Южной Европы, архиепископ Западно-Европейский, член Ассамблеи православных епископов Франции, руководитель представительства Румынской церкви при европейских организациях в Брюсселе.

## Биография
Учился в начальной и средней школах в родном селе. В 1984 году окончил лицей имени Георгия Шинкай в Бая-Маре. В том же году поступил на инженерный факультет. Проходил военную службу в течение девяти месяцев. Отсутствие склонности в этой области заставило его отказаться от инженерного дела.
Заинтересовавшись православием, после года интенсивной подготовки в 1989 году он поступает на Богословский факультет университета имени Лучиана Блага в Сибиу, который он окончил в 1993 году.
19 октября 1993 года в домовом храме богословского факультета в Алба-Юлии епископом Андреем (Андрейкуцем) был рукоположен в сан диакона в состоянии целибата, а 26 октября того же года — в сан священника.
С 1993 по 1994 год был духовником и репетитором на кафедре нравственности, а также преподавателем церковной истории и патрологии в духовной семинарии в Алба-Юлии.
17 апреля 1994 года в соборе Коронации в Алба-Юлии пострижен в монашество с именем Иосиф в честь святого Иосифа Аримафейского.
Летом 1994 года отправился во Францию, где поступил в докторантуру Свято-Сергиевского богословского института в Париже. Его научными руководителями были протопресвитер Борис Бобринской и Оливье Клеман. Параллельно с учёбой в парижском Сергиевском институте служил иеромонахом и духовником в Покровском монастыре в Бюсси-ан-От.
По предложению священников и верующих Румынской православной архиепископии в Париже иеромонах Иосиф согласился представить свою кандидатуру на епископских выборах в ноябре 1997 года. Его концепция священства и епископства основана на концепции христианской жизни как самоотверженности для Бога и людей через любовь ко Христу.
29 ноября 1997 года крипте собора святого Сульпиция в Париже собрание Архиепископии Западной и Южной Европы Румынской православной церкви из 93 членов-делегатов румынских православных приходов из Англии, Нидерландов, Бельгии, Франции, Швейцарии, Италии и Испании тайным голосованием избрало его на пост своего предстоятеля из трёх кандидатов. 11 декабря 1997 года избрание было утверждено Священным Синодом Румынской Православной Церкви, который также возвёл иеромонаха Иосифа в сан архимандрита.
15 марта 1998 года в соборе святого Стефана в Париже (кафедральный собор Галльской митрополии Константинопольского патриархата) состоялась его епископская хиротония, которую совершили: митрополит Галльский Иеремия (Каллийоргис) (Константинопольский патриархат), архиепископ Евкарпийский Сергий (Коновалов) (Константинопольский патриархат), архиепископ Берлинский и митрополит Германии и Центральной Европы Серафим (Жоанте), епископ Детройтский Нафанаил (Попп), архиепископ на покое Адриан (Хрицку), епископ Корсунский Гурий (Шалимов) (Московский патриархат), епископ Западно-Европейский Лука (Ковачевич) (Сербский), епископ Алба-Юльский Андрей (Андрейкуц), епископ Трахейский Павел (Алдерсон) (Константинопольский патриархат), епископ Клавдиопольский Михаил (Стороженко) (Константинопольский патриархат), епископ Марамурешский Юстиниан (Кира), епископ Снаговский Феодосий (Петреску) и епископ Синаитский Феофан (Саву). В церемонии приняли участие бывшие король Михай и королева Анна, а также посол Румынии во Франции Думитру Чаушу.
В 1998 году успешно окончил докторантуру, защитив работу на тему «Тайна человеческой личности по святому Симеону Новому Богослову» и получив учёную степень доктора богословия.
5 июля 2001 года решением Священного Синода Румынской православной церкви Архиепископия Западной и Южной Европы была возведена в ранг митрополии, став автономным митрополичьим округом, а архиепископ Иосиф в связи с эти стал митрополитом. Его интронизация как митрополита Западной и Южной Европы состоялась 21 октября 2001 года.
С 15 по 23 сентября 2014 года он возглавлял делегацию Румынской Православной Церкви на тринадцатой пленарной сессии Смешанной комиссии по православному-католическому богословскому диалогу, проходившей в Аммане в Иордании.

## Награды
- Командор ордена «За заслуги перед культурой»[рум.] в категории G «Культы» (Румыния, 2004 год)[3].
- Орден «За заслуги» I степени (Украина, 27 июля 2013 года) — за значительный личный вклад в развитие духовности, многолетнюю плодотворную церковную деятельность и по случаю празднования на Украине 1025-летия крещения Киевской Руси[4].